# Cornelia Hall
Cornelia Hall, född Åkesson 1716, död 1778, var en svensk företagare. 
Cornelia Hall var gift med Benjamin Hall (d. 1748), och blev mor till John Hall d.ä. Hon övertog som änka och därmed myndig den handelsrörelse som maken startat och drev den vidare med framgång. År 1752 listas hon som en av Göteborgs största järnexportörer med en export av 1 000 ton. Hon gifte om sig med Johan Fredrik Ström (1731-1781) och blev därmed åter omyndig och förlorade legal möjlighet att fortsätta driva företaget. Hennes andre make var kommerseråd och direktör i Svenska Ostindiska kompaniet och tros ha gynnat hennes sons karriär på ett betydelsefullt sätt.